# 콩고 자유 공화국
콩고 자유 공화국(République Libre du Congo) 또는 스탠리빌 콩고(Congo-Stanleyville)는 레오폴드빌 콩고(현재의 콩고 민주 공화국)의 대립 정부로 공산주의 국가들이 콩고의 합법정부로 승인했다. 민주콩고의 동부를 차지했다. 수도는 키상가니(당시 명칭은 스탠리빌)이었다. 지도자는 앙투안 기젱가였다.

## 같이 보기
- 콩고 위기
- 카탕가국
- 남카사이